# Seekaskootch 119
Seekaskootch 119 är ett reservat i Kanada.   Det ligger i provinsen Saskatchewan, i den centrala delen av landet, 2 600 km väster om huvudstaden Ottawa.
Omgivningarna runt Seekaskootch 119 är en mosaik av jordbruksmark och naturlig växtlighet. Runt Seekaskootch 119 är det glesbefolkat, med 8 invånare per kvadratkilometer.